# Catedral de San José (Gulu)
La Catedral de San José (en inglés: St. Joseph's Cathedral) es una catedral católica en Gulu, distrito de Gulu, Uganda. Es la sede del arzobispo John Baptist Odama, jefe de la Arquidiócesis de Gulu.
La Catedral es un monumento a la fe de los primeros cristianos, y a las habilidades de los Padres Combonianos. El trabajo se inició en el año 1931 y se terminó en 1941. Tiene capacidad para unas 5.000 personas,